# كين بلاكويل
كين بلاكويل (بالإنجليزية: Ken Blackwell)‏ هو سياسي أمريكي، ولد في 28 فبراير 1948 في سينسيناتي في الولايات المتحدة. حزبياً، نشط في الحزب الجمهوري. وقد انتخب Ohio State Treasurer ‏ (1 مارس 1994 – 8 يناير 1999) وانتخب Ohio Secretary of State ‏ (8 يناير 1999 – 8 يناير 2007).

## روابط خارجية
- كين بلاكويل على موقع IMDb (الإنجليزية)
- كين بلاكويل على موقع إن إن دي بي (الإنجليزية)
- كين بلاكويل على موقع قاعدة بيانات الفيلم (الإنجليزية)